# Medscape
Medscape is een website en online hulpmiddel voor dokters en medisch personeel. De website werd in 1995 opgericht en heeft een beursnotering op de NASDAQ, met als afkorting MSCP. Op de website zijn medisch nieuws, samenvattingen van belangrijke geneeskundige symposia, en peer-reviewed wetenschappelijke artikelen te vinden, alsook een aangepaste versie van de MEDLINE-database van de National Library of Medicine, een Amerikaanse medisch instituut. Verder bevat de website een medicijnendatabase, waarin uitleg wordt gegeven over allerlei geneesmiddelen, en een overzicht van interacties tussen verschillende geneesmiddelen. Het is verplicht een account aan te maken om toegang te krijgen tot de informatie die de website verstrekt. Hierbij moeten persoonlijke gegevens opgegeven worden. Aan het gebruik van de website zijn weliswaar geen kosten verbonden maar alle verzamelde gegevens kunnen voor reclamedoeleinden ingezet en verkocht worden.

## Geschiedenis
De website werd in 1995 opgericht in New York door Peter Frishauf. In 1999 werd George D. Lundberg aangesteld als hoofdredacteur van de website, na eerst 17 jaar gewerkt te hebben als redacteur voor het medisch-wetenschappelijk tijdschrift Journal of the American Medical Association. Hij richtte na zijn aanstelling een wetenschappelijk tijdschrift voor Medscape op, getiteld de Medscape Journal of Medicine. In datzelfde jaar kreeg de website een beursnotering op de NASDAQ, de grootste aandelenbeurs van de Verenigde Staten. In 2000 ging de website samen met het bedrijf MedicaLogic, Inc. Anderhalf jaar daarna ging dit bedrijf failliet, en Medscape werd verkocht aan het medische bedrijf WebMD. In 2008 werd Lundberg ontslagen door Medscape, en in het jaar daarna werd de door hem opgerichte Medscape Journal of Medicine opgeheven.

## Ontvangst
Een wetenschappelijk onderzoek uit 2008, verschenen in Annals of Pharmacotherapy, vergeleek artikelen over geneesmiddelen op Wikipedia en op Medscape, en concludeerde dat de artikelen op Medscape uitgebreider waren en dat op de artikelen op Wikipedia meer belangrijke informatie ontbrak. Hier werd vervolgens uitgebreid in de media verslag van gedaan.